# Al Swift

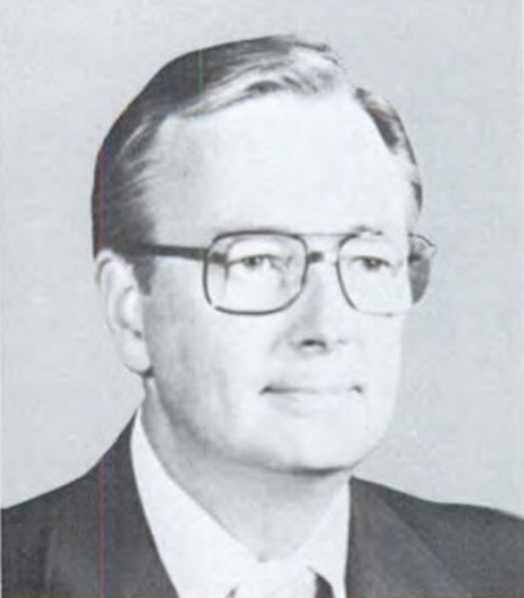
Al Swift (1979)

Allan Byron „Al“ Swift (* 12. September 1935 in Tacoma, Washington; † 20. April 2018 in Alexandria, Virginia) war ein US-amerikanischer Politiker. Zwischen 1979 und 1995 vertrat er den Bundesstaat Washington im US-Repräsentantenhaus.

## Werdegang
Al Swift besuchte die öffentlichen Schulen seiner Heimat einschließlich der Lincoln High School in Tacoma. Danach studierte er bis 1955 am Whitman College in Walla Walla und anschließend bis 1957 an der Central Washington University in Ellensburg. In den folgenden Jahren arbeitete er für verschiedene Rundfunksender im Staat Washington als Radiosprecher. Beim Sender KVOS-TV war er Abteilungsleiter. Für seine dortigen Tätigkeiten wurde er mit dem Emmy ausgezeichnet.
Politisch schloss sich Swift der Demokratischen Partei an. Zwischen 1965 und 1969 arbeitete er im Stab des Kongressabgeordneten Lloyd Meeds. In der Stadt Bellingham bekleidete Swift einige lokale Ämter. Bei den Kongresswahlen des Jahres 1978 wurde er im zweiten Wahlbezirk seines Staates in das US-Repräsentantenhaus in Washington, D.C. gewählt, wo er am 3. Januar 1979 die Nachfolge von Meeds antrat. Nach sieben Wiederwahlen konnte er bis zum 3. Januar 1995 acht zusammenhängende Legislaturperioden im Kongress absolvieren. Er war Mitglied im Energie- und Handelsausschuss und leitete den Unterausschuss, der sich mit Gefahrguttransporten befasste. Swift war ebenfalls Vorsitzender des Unterausschusses für Wahlen innerhalb der Kongressverwaltung (Subcommittee on Elections of the House Administration Committee).
Im Jahr 1994 verzichtete Al Swift auf eine weitere Kandidatur für das Repräsentantenhaus. Später war er im Vorstand der politischen Strategiefirma Colling, Swift & Hynes. Er war verheiratet, hatte zwei erwachsene Töchter und lebte in Alexandria (Virginia). Dort starb er im April 2018 mit 82 Jahren.